# Phakopsora tecta
Phakopsora tecta är en svampart som beskrevs av H.S. Jacks. & Holw. 1926. Phakopsora tecta ingår i släktet Phakopsora och familjen Phakopsoraceae.   Inga underarter finns listade i Catalogue of Life.